# ジョシュ・スペンス
ジョシュア・パトリック・ウィリアム・スペンス（Joshua Patrick William "Josh" Spence , 1988年1月22日 - ）は、オーストラリアのビクトリア州ジーロング出身の元プロ野球選手（投手）。左投左打。

## 経歴
高校時代は球速の遅さからスカウトの目に留まらず、卒業後に渡米。セレクションを経て大学野球の名門アリゾナ州立大学に入学。
在学中の2008年にはMLBドラフト25巡目（全体768位）でアリゾナ・ダイヤモンドバックスから指名されたが拒否。2009年にはMLBドラフト3巡目（全体110位）でロサンゼルス・エンゼルス・オブ・アナハイムから指名されたが、再び拒否した。2010年は肘の神経痛により登板せず、同年のドラフトでは9巡目（全体274位）でサンディエゴ・パドレスに指名された。
2011年はAA級サンアントニオ・ミッションズで開幕を迎え、6月21日にメジャー初昇格を果たし、6月24日のアトランタ・ブレーブス戦でメジャーデビュー。9点リードの9回表から3番手として登板し、1回を無失点に抑えた。
2012年はAAA級ツーソン・パドレスで開幕を迎えたが、4月8日にメジャー昇格。5月14日にAAA級へ降格した。シーズン終了後にDFAとなり、11月6日にウェーバーでニューヨーク・ヤンキースに移籍した。12月14日にDFAとなった。
2013年はAAA級スクラントン・ウィルクスバリ・レイルライダースで33試合に登板し1勝1敗1セーブ、防御率3.98だった。8月3日に放出された。
2013年12月29日にマイアミ・マーリンズとマイナー契約を結んだ。2014年5月20日にFAとなった。その後は独立リーグ・フロンティアリーグのウィンディシティ・サンダーボルツ、アメリカン・アソシエーションのアマリロ・ソックスでプレーした。
現役引退後は、2015年から2017年までサンディエゴ・パドレス傘下のマイナー球団の投手コーチを務め、2019年からはオーストラリアン・ベースボールリーグのアデレード・ジャイアンツの投手コーチに就任した。

## 投球スタイル
フォーシームはほとんど投げず、平均84マイル（135km/h）のツーシームと平均78マイルのスライダー、平均77マイルのチェンジアップを持ち球にしている。MLBでも有数の軟投派で、2011年のファストボールの平均球速は10イニング以上投げた投手ではナックルボーラーのティム・ウェイクフィールドを除くと最も遅かった。ただし、コントロールはあまり良い方ではない。

## 詳細情報

### 年度別投手成績
| 年 度    | 球 団    | 登 板 | 先 発 | 完 投 | 完 封 | 無 四 球 | 勝 利 | 敗 戦 | セ 丨 ブ | ホ 丨 ル ド | 勝 率 | 打 者 | 投 球 回 | 被 安 打 | 被 本 塁 打 | 与 四 球 | 敬 遠 | 与 死 球 | 奪 三 振 | 暴 投 | ボ 丨 ク | 失 点 | 自 責 点 | 防 御 率 | W H I P |
| -------- | -------- | ----- | ----- | ----- | ----- | -------- | ----- | ----- | -------- | ----------- | ----- | ----- | -------- | -------- | ----------- | -------- | ----- | -------- | -------- | ----- | -------- | ----- | -------- | -------- | ------- |
| 2011     | SD       | 40    | 0     | 0     | 0     | 0        | 0     | 2     | 0        | 7           | .000  | 123   | 29.2     | 14       | 2           | 19       | 5     | 2        | 31       | 0     | 0        | 9     | 9        | 2.73     | 1.11    |
| 2012     | SD       | 11    | 0     | 0     | 0     | 0        | 0     | 1     | 0        | 0           | .000  | 48    | 10.1     | 13       | 1           | 5        | 1     | 0        | 10       | 0     | 0        | 5     | 5        | 4.35     | 1.74    |
| MLB：2年 | MLB：2年 | 51    | 0     | 0     | 0     | 0        | 0     | 3     | 0        | 7           | .000  | 171   | 40.0     | 27       | 3           | 24       | 6     | 2        | 10       | 0     | 0        | 14    | 14       | 3.15     | 1.28    |